# Maxwell Lord
Maxwell Lord IV es un supervillano ficticio que aparece en los cómics estadounidenses publicados por DC Comics. El personaje apareció por primera vez en Justice League # 1 (mayo de 1987) y fue creado por Keith Giffen, J. M. DeMatteis y Kevin Maguire. Maxwell Lord fue presentado originalmente como un hombre de negocios astuto y poderoso que era un aliado de la Liga de la Justicia y fue influyente en la formación de la Liga de la Justicia Internacional, pero luego se convirtió en un adversario de Wonder Woman y la Liga de la Justicia.
El personaje debutó en el cine en la película del Universo extendido de DC de 2020, Wonder Woman 1984, interpretado por Pedro Pascal. Una nueva versión, interpretado por Sean Gunn, aparece en la película del Universo DC (UDC) Superman y en la segunda temporada de la serie de televisión Peacemaker (ambas de 2025).

## Historia
Maxwell Lord IV es hijo de Maxwell Lord III, un exitoso hombre de negocios y director del Consorcio Chimtech. Maxwell III se propuso ser un buen ejemplo para su hijo esforzándose por hacer siempre lo correcto. Cuando Maxwell IV tenía 16 años, llegó a casa y encontró a su padre muerto en un aparente suicidio. Su padre había descubierto que su empresa había producido un producto altamente cancerígeno y no podía soportar la culpa.
La madre de Lord fue convencida por su esposo de emplear una práctica similar, engatusando a heroicos metahumanos para que ayudaran a Lord. Por lo tanto, provocó los planes para traer a la Liga de la Justicia, sin líder y rota después del evento Crisis on Infinite Earths, bajo su control exclusivo.

### Años de Giffen y DeMatteis
Lord inicialmente trabaja detrás de escena para establecer la Liga de la Justicia, mientras está bajo el control de una computadora creada por el villano Metron. La computadora quería que Lord estableciera una organización mundial de mantenimiento de la paz como parte de su plan para dominar el mundo.
Un retcon posterior diría que en realidad fue el programa computarizado Kilg%re (pronunciado Kilgore), que se había apoderado de la máquina de Metron. Una retcon mucho más tarde, post-Crisis infinita, mitigó la influencia de Kilg%re y los Nuevos Dioses, afirmando que Lord ya tenía planes para hacerse cargo de la Liga, y que los habría perseguido independientemente.
La crueldad de Lord en este momento se ilustra cuando presenta a un posible terrorista perturbado como un villano para que la Liga lo derrote, lo que resulta en la muerte del hombre (el posible terrorista creía que tenía una bomba conectada a los latidos de su corazón, pero de hecho Lord lo había desconectado). Más tarde, Lord se rebela contra la computadora y (aparentemente) la destruye.
Una vez libre de la influencia de la computadora, Lord es retratado como un hombre de negocios amoral, pero no como un verdadero villano. Durante el tiempo en que Giffen y DeMatteis escribieron la Liga de la Justicia, se muestra a Lord luchando con su conciencia y desarrollando cualidades heroicas, aunque seguiría siendo un estafador.

### DesdeInvasion!aIdentity Crisis
Originalmente un humano normal, Lord es una de las muchas personas en la Tierra dotadas de superpoderes durante el cruce de Invasion, cuando invasores alienígenas explotan una bomba genética. Esta bomba activa el metagen latente de Lord, otorgándole la capacidad de controlar las mentes de los demás, aunque con gran dificultad. A pesar de ser un metahumano, Lord nunca se identifica como tal. En cambio, ante la insistencia de su madre de actuar en beneficio de los no metahumanos, cambia su odio por las "figuras de autoridad" genéricas que causaron la muerte de su padre a la comunidad metahumana.
Después de que le disparan y lo colocan en coma al comienzo del crossover Breakdowns de JLAmerica/JLEurope, el supervillano Dreamslayer se apodera del cuerpo de Lord y sobrecarga el poder de Lord, lo que le permite controlar miles de mentes a la vez. Usando el cuerpo y el poder de Lord, Dreamslayer casi obliga a la Liga de la Justicia Internacional (JLI) a disolverse. Mientras que Lord poseído obliga al JLI a luchar contra sí mismo, Silver Sorceress, mortalmente herida, logra contener a Dreamslayer y lo mantiene dentro de su mente mientras muere, llevándolo con ella. Cuando Lord es liberado, su poder se agota.
Más tarde, a Lord se le diagnostica un tumor cerebral y muere. Sin embargo, Kilg%re había estado esperando el momento adecuado para reactivar su control sobre Lord. Kilg%re descarga la conciencia de Lord en un duplicado de uno de los aliados de Dreamslayer, el cyborg extremista Lord Havok (en otro retcon, se dice que el cuerpo es un autómata construido por Nuevo Génesis). De esta forma, pasa un tiempo probando las capacidades de la Liga y toma el control de la organización secreta Arcana. El cuerpo del cyborg luego cambia para parecerse a su forma humana original.
Más tarde, Doomsday aterriza en la Tierra, derrota fácilmente a la Liga y mata a Superman. Con la Tierra indefensa, el conquistador del mundo Mongul invade y destruye Coast City matando a la madre de Lord. Este evento alimenta aún más su odio y paranoia contra los metahumanos, además de llevarlo a creer que no solo no se puede confiar en los metahumanos, sino que sus batallas y peleas personales son suficientes para destruir la seguridad mundial.
Lord reúne a varios exmiembros de JLI, incluidos L-Ron, Capitán Átomo, Blue Beetle, Booster Gold y Fuego formando los "Super Buddies", anunciados como "héroes que el hombre común podría llamar". Estas historias se cuentan en la miniserie de seis números anteriormente conocida como la Liga de la Justicia en 2003, y su secuela de 2005, No puedo creer que no sea la Liga de la Justicia.
En Identity Crisis (2004), de Brad Meltzer, Lord asiste al funeral de Sue Dibny y habla con Booster Gold, lo que hace mella aún más en su ya menguante fe en los superhéroes.

### Crisis Infinita
El one-shot Cuenta regresiva a la Crisis Infinita de 80 páginas de 2005 revela que Lord ya no es un cyborg, y aparentemente es un cerebro criminal que pasó años dirigiendo el JLI mientras recopilaba información confidencial sobre los superhéroes del mundo, a quienes consideraba una amenaza para el planeta. Al mismo tiempo, saboteó los esfuerzos de JLI para que el equipo de superhéroes fuera lo más ineficaz posible. Al final del número especial del prólogo, dispara y mata al antiguo miembro de JLI, Ted Kord, el segundo Blue Beetle, cuando el héroe descubre el secreto de Lord y se niega a unirse a Lord.
Durante este tiempo, Alexander Luthor, Jr., el hijo divino de Lex Luthor de una Tierra alternativa, le da a Lord el control sobre el Hermano Ojo de Batman, un sistema satelital que Batman creó para monitorear todo contacto sobrehumano. Lord usa al Hermano Ojo para crear un ejército de OMACs (humanos infectados con un nanovirus que los transformó en cyborgs), programados para cazar y matar a todos los superhumanos.
Lord también usa sus poderes para influir en la mente de Superman, lo que hace que golpee brutalmente a Batman creyendo que es Brainiac. Posteriormente, Lord envía a Superman a atacar a Wonder Woman después de hacerle creer que ella es su viejo enemigo Doomsday que acaba de matar a su esposa Lois Lane. Lord justifica la destrucción resultante como prueba de su argumento sobre los peligros de los superhumanos, señalando la devastación que Wonder Woman y Superman podrían causar si pelearan en un área concurrida, y argumentando que el hecho de que Superman pueda estar bajo el control de otro es evidencia que no se puede confiar en los superhumanos. En medio de su batalla con Superman, Diana se da cuenta de que incluso si lo derrota, él aún permanecería bajo el control mental absoluto de Lord. Ella crea una distracción que dura lo suficiente como para volver corriendo a la ubicación de Lord y le pide que libere a Superman. Lord, atado por su lazo de la verdad, obedece pero afirma que usará a Superman nuevamente para matar gente. Cuando ella exige saber cómo liberar a Superman del control de Lord, Lord responde "Mátame". Wonder Woman luego le rompe el cuello. Hermano Ojo transmite las imágenes de Wonder Woman matando a Lord en todo el mundo, destruyendo su reputación y su amistad con Batman y Superman, quienes la rechazan a pesar de que les salvó la vida. A medida que se desarrolla la crisis, los tres finalmente se reconcilian cuando Diana ayuda a Superman a hablar sobre su otro yo y evita que Batman le dispare a Alexander Luthor Jr., aceptando que Diana hizo lo que tenía que hacer y reconociendo que, a pesar de todas sus diferencias, ellos todos siguen queriendo justicia.
En el panel "Consejería de crisis" en Wizard World Chicago, Dan Didio explicó el razonamiento de DC al usar el personaje de Lord en Infinite Crisis. Después de pasar por varios personajes posibles que podrían ser el "nuevo líder de la rama de Checkmate", se sugirió a Maxwell Lord. Muchos de los editores pensaron que la idea tenía sentido, ya que se había demostrado que Lord tenía una racha mala y que había matado anteriormente. La idea se abandonó debido a los errores de continuidad, como que él era un cyborg, pero volvieron a ella más tarde después de decidir que ninguno de los otros personajes posibles era adecuado. Didio explicó: "Pensamos un poco más en ese aspecto de la historia [donde Maxwell se convirtió en un cyborg]. Y luego preguntamos: '¿Alguien lo leyó?' No. '¿A alguien le gustó la idea?' No. Así que seguimos adelante con Max como humano, y habiendo sido humano, y sin dejar que esa pequeña parte del pasado se interpusiera en el camino de esta historia. Queríamos lo mejor para Countdown [to Infinite Crisis], y para nosotros, eso significaba que Max tenía que ser un humano".

### Un año después
Lord reapareció en 2007 en los primeros arcos de dos pisos de la nueva serie Booster Gold de Geoff Johns y Dan Jurgens. Al final del arco argumental de 52 Pick-Up, Booster Gold y Blue Beetles del pasado, presente y futuro retroceden en el tiempo hasta Countdown to Infinite Crisis y evitan que Lord mate a Ted Kord. En el siguiente arco de la historia de Blue and Gold, Blue Beetle y Booster Gold descubren que, al salvar a Ted Kord, han creado una nueva línea de tiempo en la que Wonder Woman y los OMAC de Lord nunca mataron a Lord, y que un Superman controlado mentalmente ha convertido a todo el planeta en un estado policial. Lord revela que había vuelto a su forma humana después de docenas de operaciones clandestinas y que aprendió la importancia del control durante ese tiempo. Cuando Booster Gold y Blue Beetle, después de haber reunido a sus antiguos compañeros de equipo de JLI, asaltan a Hermano Ojo, Lord es asesinado por la Dra. Luz cuando le abre un agujero en el pecho. Ted Kord se da cuenta de que su muerte es la única forma de arreglar la corriente temporal y abandona la batalla, aparentemente para volver al pasado y aceptar su muerte.
Lord luego hace una aparición en la maxi-serie Trinity (2008-9). El cráneo de Lord es robado por un grupo llamado Dreambound y llevado a Morgaine Le Fey para usarlo en un hechizo, que requiere un elemento conectado a Wonder Woman.

### Blackest Night
Durante la historia de Blackest Night (2009-2010), Maxwell Lord es identificado como una de las personas fallecidas sepultadas debajo del Salón de la Justicia. El cadáver de Lord revive como Black Lantern durante el evento. Dirigiéndose a Wonder Woman, la atrae al Cementerio Nacional de Arlington con un rastro de cuerpos sacrificados. Cuando llega Wonder Woman, lanza una trampa, usando anillos negros para revivir los cuerpos de los soldados caídos. Wonder Woman usa su lazo para reducir a Lord y a los soldados a polvo, pero cuando se va, el polvo comienza a regenerarse. Algún tiempo después, Lord reanuda su ataque contra Wonder Woman, quien recientemente había sido designada como Star Sapphire. Wonder Woman encierra el cuerpo de Lord en un cristal violeta y luego lo rompe en pedazos. Lord continúa burlándose de ella, hablando desde un pedazo de cristal. Más tarde, el poder de la Luz Blanca lo devuelve a la vida. Aunque Guy Gardner intenta contenerlo, Lord usa sus habilidades de control mental para hacer que Guy lo deje irse.

### Brightest Day
Lord se encuentra entre los otros héroes / villanos resucitados que aparecen en la serie Brightest Day (2010). Se le ve por primera vez intentando llevar sus poderes de control mental más lejos que nunca, pero se lesiona gravemente en el intento, a pesar de sus meticulosos preparativos, que incluyen un suministro constante de sangre y una piscina de hielo. Más tarde, el anillo de poder blanco de Deadman le da una visión en la que se muestra a Lord estrechando la mano de Jaime Reyes, el tercer Blue Beetle. Sin embargo, en esta visión, Lord esconde un arma detrás de su espalda, lo que implica que Lord planea matar a Reyes, al igual que Lord mató al predecesor de Reyes, Ted Kord.
En el primer número de Justice League: Generation Lost, Lord es objeto de una persecución internacional sin precedentes. Booster Gold lo encuentra escondido en la antigua embajada de la Liga de la Justicia International, a quien Lord puede derrotar. Lord luego usa un dispositivo para amplificar sus poderes de control mental a niveles sin precedentes. Con estos, borra la memoria del mundo de su existencia. Inicialmente, parece que solo sus antiguos colegas de la Liga de la Justicia Booster Gold, Hielo, Fuego y Capitán Átomo recuerdan a Max. Más tarde se revela en Brightest Day #8 que Deadman también recuerda su existencia. Lord usa sus poderes para deshonrar al equipo, expulsó a Fuego de Checkmate, el Capitán Átomo se convirtió en un fugitivo por traicionar al ejército de los EE. UU. y Hielo aisló a Guy Gardner, a quien Lord hace creer que ella trató de matarlo. También influye en la comunidad de superhéroes para que crean que Ted Kord se suicidó, lo que enfurece a Booster Gold. Luego envía OMAC tras el Blue Beetle actual, Jaime Reyes, quien llama a Booster Gold y a los demás en busca de ayuda. Mientras tanto, Lord descubre que su resurrección ha tenido un efecto secundario: algunos de sus esfuerzos por controlar las mentes de los demás transforman a sus objetivos en cadáveres con uniformes de Black Lantern. Al contactar a sus antiguos colegas a través de la armadura de un Rocket Red caído, Lord revela que intencionalmente los eximió del borrado mental mundial y que quiere que protejan el mundo como lo hicieron en los viejos tiempos. Luego advierte al grupo que no venga a buscarlo, sin saber que Blue Beetle había localizado su señal de transmisión.
El Capitán Átomo les dice a los demás que una explosión, vista en Brightest Day #1, lo impulsó brevemente al siglo 24, donde vio un mundo reducido a un estado preindustrial por una guerra metahumana instigada por Lord. El equipo decide tratar de evitar que Lord provoque esta distopía. Maxwell Lord es contactado en un momento por la Entidad, quien le dice que evite que Magog sumerja al mundo en una guerra. Lord luego ve una visión de sí mismo, con el bastón de Magog, matando a un Magog angustiado, que suplica misericordia. La Entidad le da a Lord una visión de un posible futuro donde el equipo de Magog ataca a Parásito. En esta visión, la absorción del Capitán Átomo por parte de Parásito provoca una explosión que destruye todo dentro de un gran radio y aniquila a más de un millón de personas (similar al futuro de Kingdom Come). Además, Power Girl es testigo de cómo su nuevo enemigo C.R.A.S.H. se enfrenta a Lord antes de dirigirse hacia el teletransportador.
La próxima vez que el equipo se encuentra con Lord, después de controlar la mente primero Fuego y luego Booster Gold para evitar que lo detengan, se teletransporta desde la antigua embajada de JLI de regreso a Checkmate, donde intenta reclutar a Magog para matar al Capitán Átomo. Lord usa tecnología para actualizar el bastón de Magog para que emita explosiones de energía. Mientras tanto, Lord le pide al Profesor Ivo que reprograme a los Hombres de Metal. Luego le pide al Doctor Sivana que cree un clon humanoide genéticamente modificado de Power Girl.
Cuando el Capitán Átomo y Magog luchan en el corazón de Chicago, el Capitán Átomo es capaz de convencer a Magog de que lo están utilizando, y Magog recuerda a Lord. Lord usa sus poderes para obligar a Magog a suicidarse. Luego les hace creer a todos que vieron al Capitán Átomo asesinar a Magog. La Entidad proclama que el Señor ha cumplido su tarea, y su vida le es devuelta. Después de recibir brevemente un Anillo Blanco, el recién regresado Bruce Wayne parece estar al tanto de la resurrección de Max Lord. Cuando el Capitán Átomo absorbe la energía de la lanza de Magog, es impulsado a través del tiempo hasta 112 años en el futuro, donde Lord, aunque murió hace mucho tiempo, ha sumido a la humanidad en una guerra metahumana masiva gobernada por OMAC. El Capitán Átomo finalmente regresa al presente, pero no antes de que una Power Girl moribunda le diga que el catalizador de todo esto fue la muerte de Wonder Woman a manos de Lord. Además, Batman (Damian Wayne) le dice cómo detener los últimos planes de Lord. Sin embargo, Lord se sorprende al descubrir que, con la excepción de los cuatro exmiembros originales de JLI, nadie en el mundo recuerda a Wonder Woman.
Más tarde, cuando los Creature Commandos atacan la embajada de JLI, Lord se hace pasar por miembro. Captura a Jaime Reyes y se dirige hacia el teletransportador con él, mientras que los demás no pueden detenerlo. Lord recupera sus habilidades para transformar sus objetivos en cadáveres OMAC, y tortura al cautivo Blue Beetle. Los mindwipes de Lord se alimentan de energía psíquica, por lo que cuantas más personas haya alrededor, más rápido se olvidarán. En el número 19, el resto del equipo localiza las instalaciones secretas de Lord en un sumergible bajo el Mar del Japón. Segundos antes de que el equipo lo alcance, y como predijo el Anillo Blanco, Lord le dispara a Jaime en la cabeza (haciéndose eco de su ejecución del predecesor de Jaime, Ted Kord). El JLI llega y ataca a Lord, pero él escapa del JLI en una de las cápsulas de escape de su cuartel general, y el cuartel general desaparece.
Mientras que el JLI se entera de que Jaime está vivo, el equipo también se entera de que Lord no solo los manipuló, sino que también quería que el JLI lo persiguiera para distraer a Checkmate. Más tarde, Lord usa un dispositivo para mejorar sus poderes mentales, convirtiendo a personas de todo el mundo en OMAC para atacar a Wonder Woman y JLI. Antes de que el dispositivo se active, Lord envía el OMAC Prime que controla para atacar a los héroes. Booster Gold logra ubicar el cuartel general volador de Lord, atacándolo para enfrentarlo cara a cara. Lord gana ventaja con sus poderes mentales, pero el Capitán Átomo lo agarra, después de haberse sobrecargado con energía cuántica en la pelea con OMAC Prime y a punto de ser arrastrado a la corriente del tiempo. Atom amenaza con llevarse a Lord con él a menos que Lord deshaga la limpieza mental global, y un Lord desesperado cumple. El Capitán Átomo es apartado y Lord se teletransporta para escapar de los héroes. Más tarde, publica un video en línea donde culpa al Profesor Ivo por el alboroto de Magog. También dice que solo quiere proteger al mundo de la amenaza metahumana, y seguirá haciéndolo en secreto.

### The New 52
En septiembre de 2011, The New 52 reinició la continuidad de DC. Max Lord todavía dirige Checkmate como el Rey Negro, pero ahora tiene una antigüedad de liderazgo sobre Cadmus y sus programas. Captura con éxito el satélite de monitoreo de superpotencia de Batman, Brother Eye , para sus propios fines, pero termina creando un agente con el que actuaría en busca de venganza. Lord termina enzarzado en una acalorada batalla con un nuevo OMAC que anteriormente era uno de los empleados del proyecto.

### DC Renacimiento
Aún siendo el líder de Checkmate durante DC Rebirth, Lord reúne un equipo formado por Doctor Polaris, Emperatriz Esmeralda, Johnny Sorrow, Rustam de Prime Tierra y Lobo para ayudarlo en sus esfuerzos por derrotar a Amanda Waller. Él eligió a estos cinco porque eran la encarnación 'original' del Escuadrón Suicida y, por lo tanto, tenían experiencia trabajando en equipo, lo que llevó a Waller a capturar a la Liga de la Justicia para pedir su ayuda contra Lord. Si bien la mayoría de los héroes y villanos no reconocen a Lord, el Superman pre-Flashpoint desplazado muestra conciencia de él, reflexionando sobre su contacto pasado con Lord antes de que se reiniciara la realidad.
Aunque las fuerzas combinadas de la Liga y el Escuadrón pueden derrotar a los aliados de Lord, no pueden evitar que Lord logre su objetivo; con la ayuda de Killer Frost controlado, Lord adquiere el Corazón de las Tinieblas de una bóveda y lo usa para mejorar sus poderes para "infectar" (tomar el control) de la Liga. Lord usa la Liga de la Justicia infectada (aparte de Batman, a quien Lord no infectó) para lograr la "paz" en todo Estados Unidos, y secuestra a Waller y lo lleva ante él. Sin embargo, a pesar de creer que había tomado precauciones para controlar el Corazón, Waller obliga a Lord a reconocer que está manipulando sus percepciones, usando los poderes de Lord para esparcir el caos y el mal por todo el mundo, y distorsionando la percepción de Lord de lo que está ocurriendo. Cuando Waller es capaz de traerlo a sus sentidos, Lord intenta quitar el Corazón de las Tinieblas, pero lo consume y lo transforma en Eclipso. Eclipso es expulsado de Lord cuando Killer Frost puede usar sus poderes para crear un prisma de hielo, canalizando la visión de calor de Superman en la frecuencia correcta para interrumpir el control de Lord sobre sus esclavos, y Killer Frost inmoviliza posteriormente a Lord. Lord se despierta en una celda especialmente diseñada para contenerlo, con inyectores que le bombean tanto anticoagulante que se desangraría hasta morir si intentara acceder a sus poderes. Burlonamente le pregunta a Waller si ella preparó todo esto solo para 'justificar' al Escuadrón ante la Liga, pero Waller se niega a responder y simplemente le informa que debe prepararse para el servicio en el "Grupo de trabajo XI".
Más tarde, Lord trabaja bajo la supervisión de Wonder Woman para evitar que su peligrosa tecnología amenace a personas inocentes.

## Poderes y habilidades
En sus representaciones originales, Maxwell Lord no tenía habilidades, pero luego se convirtió en un metahumano como resultado de la invasión de la Tierra por parte de los Dominadores. Los poderes de Lord le permiten influir telepáticamente en la mente de las personas, generalmente en la forma de enviar una sugerencia subconsciente a los demás. Usar su poder hace que la nariz de Max sangre y requiere una gran tensión mental. Con el tiempo, los poderes de Lord crecieron hasta el punto en que podía tomar el control total de otros seres, incluso de Superman, aunque requirió mucho tiempo y paciencia para establecer el nivel necesario de control sobre el Hombre de Acero. Sus poderes lo convirtieron en una amenaza tal para la seguridad global que Wonder Woman se vio obligada a matarlo después de interrogarlo bajo el Lazo de la Verdad y confirmó que su muerte era la única forma de liberar a Superman.
Cuando el personaje resucitó, siguiendo a Blackest Night, en la historia Justice League: Generation Lost, se preparó para borrar los recuerdos del mundo de sus pasadas acciones criminales; para sobrevivir al trauma en su cerebro, colocó su cuerpo en una gran tina de hielo y se conectó a una máquina de transfusión de sangre. La entidad de vida de alguna manera cambió sus habilidades e inicialmente convertiría a las personas vivas en los cadáveres de un Black Lantern. Con su tarea completada, Lord ahora estaba completamente restaurado, luego exhibió activación voluntaria y control sobre cada O.M.A.C. infectado en reposo dentro de la población global.
Luego de un reinicio en toda la compañía, Lord se reintrodujo como parte del evento de publicación DC Rebirth, ahora siendo un metahumano desde su juventud. Su poder principal se ajusta a una forma de persuasión psíquica poderosa que funciona mejor cuando se combina con un comando vocal. En esta representación posterior, sus poderes funcionan explotando y promoviendo los deseos e inhibiciones subyacentes de las personas para que cumplan sus órdenes. Su poder no le da un control absoluto sobre ellos, ya que solo puede empujarlos a actuar según sus propios deseos subconscientes. Por ejemplo, podría sacar el deseo subconsciente de Deadshot de matar a su hija para poder tener la libertad de matar a cualquiera, pero cuando usó su poder en Killer Frost, él solo sacó a relucir su deseo de marcar la diferencia.

## Otras versiones

### Tierra Uno
En Wonder Woman: Earth One, Maxwell Lord es un experto emprendedor que brinda sus servicios al ejército de los EE. UU. en áreas como la robótica, el análisis táctico y la psicología. Fue el principal experto contra supuestos planes de invasión amazónica y dominación de los hombres del mundo por parte de las mujeres. También es la mente detrás del Proyecto A.R.E.S. Posteriormente se revela que en realidad es el disfraz moderno de Ares.

### Amalgam Comics
En el universo de Amalgam Comics, Lord se mezcla con Cameron Hodge para formar a Lord Maxwell Hodge.

### Elseworlds
En el cuento de Elseworlds Justice Riders, Lord es reinventado como un villano magnate del ferrocarril del siglo XIX que emplea a Félix Fausto.

## En otros medios

### Televisión
- Maxwell Lord ha aparecido en un episodio de Liga de la Justicia Ilimitada (Justice League Unlimited), "Ultimatium", con la voz de Tim Matheson. Se le muestra como un humano normal sin poderes especiales que actúa como el gerente de Ultimen, un equipo de superhéroes que trabaja independientemente de la Liga de la Justicia. Sin embargo, resulta que los Ultimen son una serie de formas de vida artificiales clonadas y a las que se les dan recuerdos falsos mientras interactúan con actores que interpretan a sus padres, y que están muriendo debido a la degradación celular. El equipo se desarrolló con la ayuda del Proyecto Cadmus como parte de un proyecto en curso para proteger la Tierra de la Liga de la Justicia. Los Ultimen finalmente descubren la verdad y escapan. Amanda Waller le dice a Maxwell que los recupere, o llamará al "escuadrón" para acabar con ellos. Los Ultimen terminan atacando a Maxwell Lord, exigiendo respuestas. Les dice que fueron creados para ser un mejor equipo de superhéroes que la Liga de la Justicia. Cuando se ofrece a ayudarlos cuando termina su vida, niegan su súplica y regresan al edificio para buscar a Amanda Waller y sus clones, que aún no han sido activados. Después de que cuatro de los Ultimen son sometidos por la Liga de la Justicia y aprehendidos por las autoridades, Maxwell Lord y Amanda Waller llegaron con algunos soldados Cadmus y los tomaron bajo su custodia para estar allí cuando finalice la vida útil del Ultimen.
- Maxwell Lord aparece en el episodio "Charade" de la temporada 9 de Smallville, interpretado por Gil Bellows.[57] En esta encarnación, él es el Rey Negro de la organización conocida como Checkmate, y tiene la habilidad de extraer recuerdos de otros, que usa para tratar de revelar la identidad de "The Blur" (también conocido como Clark Kent). Clark lo frustra en su club de Metrópolis "Maxwell's", pero logra escapar, solo para ser detenido por la misteriosa Reina Roja de Checkmate. En el episodio "Charade", lo hace interrogar a Tess en una ilusión mental para intentar encontrar el Libro de Rao. Sin embargo, intencionalmente le da información incorrecta que hace que Tess vea a través de la ilusión y escape, sabiendo que lo primero que hará entonces será mover el libro a un nuevo escondite. Luego es incapacitado por una frecuencia utilizada por la Reina Roja para su fracaso.
- Maxwell Lord aparece en Supergirl, interpretado por Peter Facinelli. En esta serie, Lord es el fundador de Lord Technologies y es el hijo de científicos que fueron asesinados debido a condiciones inseguras, lo que lo hace desconfiar de todas las agencias gubernamentales. Como señala J'onn J'onnz, Lord tiene un complejo de dios. A lo largo de la primera temporada, se desempeña como el rival recurrente de Supergirl, buscando exponer su identidad a cualquier costo.[58] Descubre que la agente del DEO Alex Danvers y Supergirl son hermanas en el episodio "Strange Visitor from Another Planet". El posteriormente crea una mujer Bizarro (una chica permanentemente en coma alterada con el ADN de Supergirl para imitar su apariencia) en el episodio 12 de la temporada para incriminar a Supergirl y destruirla.[59] El es capturado por Alex y lo encarcela en el DEO en el mismo episodio cuando su plan falla. No es liberado hasta el episodio 14, a cambio de su ayuda para liberar a Supergirl de Black Mercy en el episodio anterior. En este punto, cesa las hostilidades con Supergirl y el DEO, en lugar de trabajar con ellos de vez en cuando; esto incluyó la creación de una forma sintética de kryptonita para tratar de matar a los invasores kryptonianos, exposición a la cual corrompió a Supergirl en una villana hasta que Lord se ofreció personalmente para crear un antídoto. Sin embargo, en el final de la primera temporada, se le ve dando al General Lane algunas de sus bombas de kryptonita en un trato secreto. No se le ha vuelto a ver desde entonces en ningún episodio futuro. Lord Technologies fue mencionado en el episodio de la temporada 4 "Confidence Woman" como un competidor de Obsidian Tech de Andrea Rojas, ambos lanzando nuevos teléfonos inteligentes, hasta que Leviathan interfirió, provocando que Lord Technologies retire sus teléfonos debido a su posible explosión cuando se sobrecargan.
- Maxwell Lord aparece en "#WorldsFinest", un episodio de la temporada 2 de la serie animada DC Super Hero Girls, con la voz de P. J. Byrne. Esta versión del personaje es un especialista en relaciones públicas a quien Batgirl y Supergirl contratan como agente para construir su reputación con el público de Metrópolis.

### Cine
- En la película no producida de Justice League: Mortal, Lord iba a ser el principal antagonista junto a Talia al Ghul, y fue interpretado por Jay Baruchel.[60] En esta versión, el verdadero nombre de Lord es "Jonah Wilkes", y fue secuestrado cuando era niño y el gobierno de los Estados Unidos le otorgó habilidades psíquicas en el marco del Proyecto OMAC.[61]
- Pedro Pascal interpreta al personaje de Wonder Woman 1984 (2020).[62] En la película, Lord es un aspirante a hombre de negocios y personalidad televisiva exitosa aunque su empresa está en la ruina, cuyo verdadero nombre es Maxwell Lorenzano. Está buscando una misteriosa piedra de ensueño, un artefacto que aparentemente puede conceder deseos al entrar en contacto con cualquier usuario. En una gala, Lord manipula a Barbara Minerva para que adquiera la piedra, luego desea convertirse en la encarnación de la piedra y gana su poder para conceder deseos, mientras que también puede tomar lo que desee de los demás. En los días siguientes, Lord asciende al poder y se convierte en una figura poderosa e influyente, mientras permite el caos a su paso. Lord planea usar el Dreamstone para contactar al mundo y ofrecerles deseos. Barbara une fuerzas con Lord para que Diana no pueda hacerle daño. Sin embargo, Diana logra derrotar a Lord usando su Lazo de la Verdad y convence a todos de que renuncien a los deseos que Lord les había impuesto. También le muestra a Maxwell una visión de su hijo, Alistair, vagando por la calle mientras se produce el caos por el cumplimiento de los deseos de todos. Maxwell renuncia a su deseo y regresa a casa para reunirse con su hijo. En esta encarnación, Lord proviene de un entorno pobre y abusivo y se ha basado en la imagen y las promesas exageradas.

### Universo DC
Maxwell Lord aparece en medios ambientados en el Universo DC, interpretado por Sean Gunn.Esta versión es el director ejecutivo de LordTech y patrocinador de Justice Gang.
- Lord hace un cameo en Superman.[64]
- Lord aparecerá en la segunda temporada de Peacemaker.[65]

### Videojuegos
Maxwell Lord aparece como un personaje invocado en Scribblenauts Unmasked: A DC Comics Adventure.